# Малая Курильская гряда
Ма́лая Кури́льская гряда́ — группа островов в Тихом океане, состоящая из острова Шикотана и субархипелага Хабомаи. От Большой Курильской гряды отделена Южно-Курильским проливом. Протяжённость — около 100 км. Общая площадь — 360,85 км². Включает 6 больших и ряд мелких островов. На мелких островах гряды — крупнейшие на Курилах лежбища ластоногих.
Северо-восточнее острова Шикотана эта гряда прослеживается в виде возвышенности подводного хребта Витязь почти до южной оконечности Камчатки.

## География, геология и климат
Малая Курильская гряда простирается на 105 км от японского острова Хоккайдо на северо-северо-восток, далее же имеет подводное тектоническое продолжение до российского полуострова Камчатки в виде хребта Витязь, что вкупе образует внешнюю, невулканическую, выгнутую в сторону Тихого океана дугу Курильского архипелага, повторяющую обвод внутренней, вулканической островной дуги Больших Курил.
Малая Курильская гряда, согласно федеративному устройству России, входит в Сахалинскую область в составе Южно-Курильского района в рамках административно-территориального устройства области и в составе Южно-Курильского городского округа в рамках муниципального устройства области. Российская картография включает Малую Курильскую гряду в состав Курильских островов.
Принадлежность южных Курильских островов, куда входит и Малая Курильская гряда, оспаривается Японией, которая включает их в округ Немуро префектуры Хоккайдо. С точки зрения Японии острова Шикотан и Хабомаи, а также Кунашир с Итурупом не входят в состав Курильских островов.
За исключением Шикотана, острова Малой Курильской гряды низкие, безлесные, их поверхность в основном равнинная или полого-холмистая. Берега островов большей частью обрывисты и окаймлены рифами, отдельно лежащими скалами и камнями.
Остров Шикотан горист, местами порос лесом и отделён от остальных островов гряды судоходным проливом Шпанберга. Здесь распространены елово-пихтовые леса и редколесья, а также кустарниковые заросли.
Наивысшая точка Малой Курильской гряды — 405,0 м (г. Шикотан).
Зима в районе Малой Курильской гряды мягкая, с обильными снегопадами, однако сильными ветрами снег сдувается в море. Таяние снега начинается с апреля, а к концу мая он исчезает. Лето на островах прохладное, наиболее высокая температура воздуха отмечается в августе. При юго-восточных ветрах, которые господствуют летом, на Малой Курильской гряде туманов наблюдается больше, чем на Большой Курильской гряде. Наибольшее число дней с туманом приходится на период с июня по август. В октябре и ноябре, когда дуют сильные северные и северо-западные ветры, туманы бывают редко. Судя по наблюдением за периодом размножения некоторых грызунов, который здесь длится до ноября, климат островов Малой Курильской гряды ещё более мягок, чем на Кунашире.
На островах Малой Курильской гряды расположены государственный природный заказник федерального значения «Малые Курилы» и государственный природный заповедник «Курильский» (частично).
Острова отделены один от другого мелководными проливами, которые загромождены множеством банок, мелей и рифов. Шесть из 28 имеющих названия курильских проливов проходят между (либо рядом с) островами Малой Курильской гряды:
- Южно-Курильский пролив — вдоль всей гряды с западной стороны, отделяет её от Большой Курильской гряды
- Пролив Шпанберга — между островами гряды
- Пролив Полонского — между островами гряды
- Пролив Воейкова — между островами гряды
- Пролив Танфильева — между островами гряды
- Советский пролив — между Малокурильскими и Японскими островами

## Состав
Список основных островов и групп островов Малой Курильской гряды в направлении с севера на юг.
| Название                         | Площадь, км² | Максимальная высота, м | Широта | Долгота | Космический снимок |
| -------------------------------- | ------------ | ---------------------- | ------ | ------- | ------------------ |
| Шикотан с «побочными» островками | 264,13       | 405,0                  | 43°48′ | 146°45′ |                    |
| Полонского                       | 11,57        | 16,3                   | 43°38′ | 146°19′ |                    |
| о-ва Осколки                     | 0,15         | 38,4                   | 43°35′ | 146°25′ |                    |
| Зелёный                          | 58,72        | 24,7                   | 43°30′ | 146°08′ |                    |
| Танфильева                       | 12,92        | 15,6                   | 43°26′ | 145°55′ |                    |
| Юрий                             | 10,32        | 44,6                   | 43°25′ | 146°04′ |                    |
| о-ва Дёмина                      | 0,59         | 34,7                   | 43°25′ | 146°10′ |                    |
| Сторожевой                       | 0,07         | 9,0                    | 43°23′ | 145°29′ |                    |
| Рифовый                          | 0,001        | 3,6                    | 43°23′ | 145°52′ |                    |
| Сигнальный                       | 0,0007       | 2,0                    | 43°23′ | 145°51′ |                    |
| Анучина                          | 1,96         | 33,6                   | 43°22′ | 146°00′ |                    |

## История
7 февраля 1855 года в условиях Крымской войны Россия пошла на подписание японско-российского трактата о торговле и границах («Симодский трактат»).
Согласно договору 1855 года, Россия признала юрисдикцию Японии над Малыми Курилами (до этого гряда находилась в спорном статусе).
В соответствии с административно-территориальным делением Японии острова гряды вкупе с частью полуострова Немуро на острове Эдзо (с 1869 года — Хоккайдо) образовали уезд (гун) Ханасаки в составе губернаторства Мацумаэ (с 1869 года губернаторство Хоккайдо, провинция Немуро).
В 1885 году Шикотан был выделен из Ханасаки провинции Немуро и включён (как уезд Сикотан) в состав островной провинции Тисима.
До выделения Шикотана в отдельный уезд в 1885 году существовало и японское объединяющее название для всех островов Малой Курильской гряды (Шикотан вкупе с Хабомаи) — Шикотанские острова (яп. 色丹列島).
В 1945 году по итогам Второй мировой войны гряда де факто перешла под контроль СССР и согласно законодательству СССР включена в состав Сахалинской области РСФСР.
В 1956 году была подписана Советско-японская декларация, которая фиксировала согласие СССР передать острова Хабомаи и Шикотан после подписания мирного договора. Советские власти начали подготовку к передаче этих территорий и акваторий Японии. Население с Малой Курильской гряды спешно эвакуировали, были упразднены сельсоветы на Шикотане (восстановлены только после 1960 года) и на Зелёном (остров так и остался безлюдным).
19 января 1960 года между США и Японией был подписан военно-стратегический договор о взаимодействии и безопасности, что было воспринято советским руководством как нарушение всех предварительных договоренностей о добрососедстве между СССР и Японией. В ответ СССР возобновил хозяйственную деятельность на Малой Курильской гряде. Был заново заселён самый большой малокурильский остров Шикотан, на котором был основан рыбокомбинат «Островной» (ныне село Малокурильское). После объединения последнего в 1977 году с Крабозаводским комбинатом (ныне село Крабозаводское) на Шикотане образовалось самое большое в СССР рыбоперерабатывающее предприятие.
Период интенсивного морского японского дрифтерного промысла лососей совпал по времени с ухудшением условий морского нагула лососей, что привело в 1960—1970 гг. к падению уловов лососей во всём СССР.
Такая ситуация вызвала необходимость принятия ряда мер на межправительственном уровне (введения 200-мильных зон).
В 1976 году СССР вслед за другими имеющими выход к морю государствами установил у своего побережья двухсотмильную экономическую зону, и в распоряжение советских рыбаков перешли почти всё Охотское море и прилегающая к Курильским островам полоса Тихого океана. Принятые меры (наряду с улучшением условий океанического нагула, вызванным климатическими изменениями, которые происходили в конце 1970—1980 гг.), обусловили рост запасов лососей в Северной Пацифике.
В 1978 году Советский Союз запретил Японии лов рыбы в своей исключительной экономической зоне (200 миль от побережья). Однако японская добыча биоресурсов в советской акватории (возле малокурильского острова Сигнальный) продолжалась по межведомственным соглашениям 1963 года и 1981 года. При этом по настоянию МИД Японии в соглашениях японских рыбаков с советским профильным ведомством не указывались ни советское, ни японское названия острова (Сигнальный и Каигара соответственно), только географические координаты.
В 1994 году вслед за Шикотанским землетрясением на острова взливались волны цунами, что нанесло ущерб береговым постройкам. На Шикотане заплески волн цунами в бухтах охотской стороны острова составили 3-4 м. (2,9-3,7 м. в бухте Малокурильской и 3,2-3,4 м. в бухте Крабовой); в бухту Димитрова на океанской стороне пришла волна высотой заплеска до 10 м. На берега Шикотана были выброшены кунгасы, малые рыболовные сейнеры, танковозы, большой корабль (150 м.). Врытые в землю танки были перенесены волной на расстояние 200—250 м. В посёлке Крабозаводск из разрушенной ёмкости в бухту вылилось около 1000 тонн нефтепродуктов, что осугубило общественное бедствие экологическим.
На остров Зелёный взлилась волна высотой 5 м. Две заставы были смыты полностью, одна — частично. Несмотря на разрушения, на Зелёном обошлось без погибших.
В 2004 году, согласно заявлению главы МИД РФ С. В. Лаврова, Россия как государство-правопреемник СССР признала существование Советско-японской декларации 1956 года, включавшей пункт о готовности передать Японии остров Шикотан и группу Хабомаи, и подтвердила готовность вести на её основе территориальные переговоры с Японией.
В 2012 году стартовала Сахалинская областная программа по именованию новообразованных и безымянных морских географических объектов на Сахалине и Курильских островах. В рамках этой программы морская экспедиция Русского географического общества, состоявшаяся 5—7 сентября 2012 года, посетила три безымянных острова, расположенные вблизи восточной части тихоокеанского побережья острова Шикотан, названия которых были рассмотрены и утверждены в решении собрания Сахалинского отделения Русского географического общества от 3 сентября 2012 года. Остров Гнечко назван в честь командующего Курильской десантной операцией 1945 года генерал-майора Алексея Романовича Гнечко. Остров Капицы получил имя известного учёного и телеведущего Сергея Петровича Капицы. Остров Фархутдинова получил название в честь погибшего губернатора Сахалинской области Игоря Павловича Фархутдинова. Высота островов примерно 30 метров над уровнем моря. На территориях двух из них (Капицы и Гнечко) были заложены специальные капсулы и установлены флаги России и Сахалинской области.
В 2014 году экспедиция Московского государственного университета геодезии и картографии, при поддержке РГО, посетила ряд безымянных объектов Малой Курильской гряды и предложила их названия, в том числе острову близ мыса Печальный (северо-восточная оконечность о. Анучина) — «остров генерала Деревянко».
11 июня 2015 года своим постановлением Сахалинская областная дума одобрила предложение Сахалинского отделения Русского географического общества о присвоении имён ряду географических объектов на территории Сахалинской области, в том числе островам Гнечко, генерала Деревянко, Капицы и Фархутдинова Малой Курильской гряды, и направила документы, необходимые для наименования географических объектов, на экспертизу в Федеральную службу государственной регистрации, кадастра и картографии.
Премьер-министр России Дмитрий Медведев подписал распоряжение от 8 февраля 2017 года № 223-р о присвоении названий пяти безымянным островам, часть из которых принадлежит Малой Курильской гряде. Присвоенные названия: остров Деревянко, остров Фархутдинова, остров Гнечко, а также остров Громыко и остров Щетининой (в Большой Курильской гряде). 14 февраля 2017 года Япония направила протест России по дипломатическим каналам в связи с переименованием островов, территориальную принадлежность которых она оспаривает.
3 сентября 2022 года Россия отменила упрощённый режим посещения островов Кунашир, Итуруп и Малой Курильской гряды для граждан Японии.

### Проблема принадлежности
С точки зрения России южные Курильские острова, включая Малую Курильскую гряду, вошли в состав СССР, правопреемницей которого стала Россия, на законных основаниях по итогам Второй мировой войны, закреплённым в Уставе ООН. Российский суверенитет над ними, имеющий соответствующее международно-правовое подтверждение, сомнению не подлежит.
Япония не признаёт суверенитет России над южными Курильскими островами и считает их своими «северными территориями», незаконно оккупированными Россией. Япония рассматривает их как часть своего округа Нэмуро префектуры Хоккайдо. С точки зрения Японии все «северные территории», включая остров Шикотан и группу островов Хабомаи, не входят в состав Курильских островов и являются продолжением береговой линии (мористым прибрежьем) северо-востока острова Хоккайдо.

## Фауна
Среди скал архипелага (субархипелаг Осколки) находится самое южное лежбище, где размножается сивуч. На островах Дёмина и Осколки расположены самые крупные лежбища тюленей Курильских островов.
Лежбища островного тюленя на всех островах архипелага, кроме острова Юрий. Ларга образует лежбища на всех островах архипелага за исключением некоторых скал из группы островов Осколки (скала Пещерная, острова Шишки) и острова Юрий.